# فرقة الفرسان القوزاق الأولى
فرقة الفرسان القوزاق الأولى ( (بالألمانية: 1. Kosaken-Kavallerie-Division) Kosaken-Kavallerie-قسم ) كان قسم للمتطوعين القوزاق الروس في الجيش الألمانيخلال الحرب العالمية الثانية. تم إنشاؤه على الجبهة الشرقية من القوزاق الذين يخدمون بالفعل في الفيرماخت، أولئك الذين فروا من الجيش الأحمر والأسرى السوفييت. في عام 1944، تم نقل الوحدة إلى فافن إس إس، لتصبح جزءًا من XV SS Cossack Cavalry Corps، الذي تم تأسيسه في فبراير 1945. في نهاية الحرب، لم تعد الوحدة موجودة.

## التاريخ
تم إنشاء الوحدة في 4 أغسطس 1943 من خلال دمج أفواج القوزاق. كل هذه الوحدات موجودة منذ عام 1942. أضيفت إلى هذه الأفواج الجديدة.  تم تنظيم التقسيم في البداية لمحاربة الجيش الأحمر في جنوب روسيا، وتم نشره في دولة كرواتيا المستقلة، حيث تم وضعهم تحت قيادة جيش بانزر الثاني واستخدموا لحماية خط السكك الحديدية من النمسا عبر زغرب إلى بلغراد. تم استخدام بعض الوحدات لمحاربة الثوار. 

## ترتيب المعركة
في عام 1944 ، كانت الوحدة مكونًة من الوحدات التالية: 

## الحواشي
1. ↑  Tessin 1977.
2. ↑  Tomasevich 2001.
3. ↑  Mitcham 2007.